# 柯喬
柯喬（1497年—1554年），字遷之，号雙華、又号雙峰，直隸池州府青陽縣人，軍籍，明朝政治人物。

## 生平
嘉靖七年（1528年）戊子科應天府鄉試第十九名舉人。嘉靖八年（1529年）中式己丑科會試第八十四名，登第三甲第九名進士。授行人，十一年五月选授贵州道试监察御史理刑，改户部员外郎，出为湖广按察司佥事、荆西道，督修明显陵实城及旧邸宫殿等工，历升福建布政司参议、巡海道副使。因都御史朱纨擅自斩杀捕获沿海道番奸人，同被下狱论死，朱纨自杀後，嘉靖三十二年（1553年）柯乔被革职为民。

## 家族
曾祖柯原民；祖父柯志洪；父柯崧，曾任教授。母羅氏。严侍下。